# Jean Berko Gleason
Jean Berko Gleason (1931) é uma psicolinguista estadunidense conhecida por seus trabalhos sobre aquisição de linguagem. Notabilizou-se particularmente por ter criado o "teste do Wug", que demonstrou que crianças de pouquíssima idade já têm conhecimentos de morfologia. É professora emérita da Universidade de Boston.